# Viticoltura in Bulgaria
La viticoltura in Bulgaria è una tradizione che affonda le sue radici in epoche antiche con una storia di oltre 5.000 anni.

## Storia
Sin dai tempi delle tribù tracie, la Bulgaria ha prodotto vino che già durante l'epoca romana era molto apprezzato. I romani consideravano i vini bulgari di alta qualità tanto da esportarli in diverse regioni dell'impero. Con l'arrivo dell'occupazione ottomana, tuttavia, la produzione vinicola subì una battuta d'arresto principalmente a causa delle restrizioni religiose e culturali imposte dal dominio islamico. Fu solo dopo l'indipendenza della Bulgaria nel 1878 che il settore vitivinicolo conobbe un rinnovato sviluppo.

## Clima
La Bulgaria vanta un clima variegato che gioca un ruolo cruciale nella qualità dei suoi vini. Il paese ha un clima continentale moderato con inverni freddi ed estati calde, ma la vicinanza al Mar Nero e le montagne che attraversano il territorio contribuiscono a una varietà di microclimi. Le regioni vinicole bulgare beneficiano di estati calde, autunni lunghi e inverni rigidi che favoriscono una buona maturazione delle uve. In particolare, le zone più vicine al Mar Nero godono di un clima più mite che permette la produzione di vini bianchi aromatici di alta qualità.

## Regioni vitivinicole

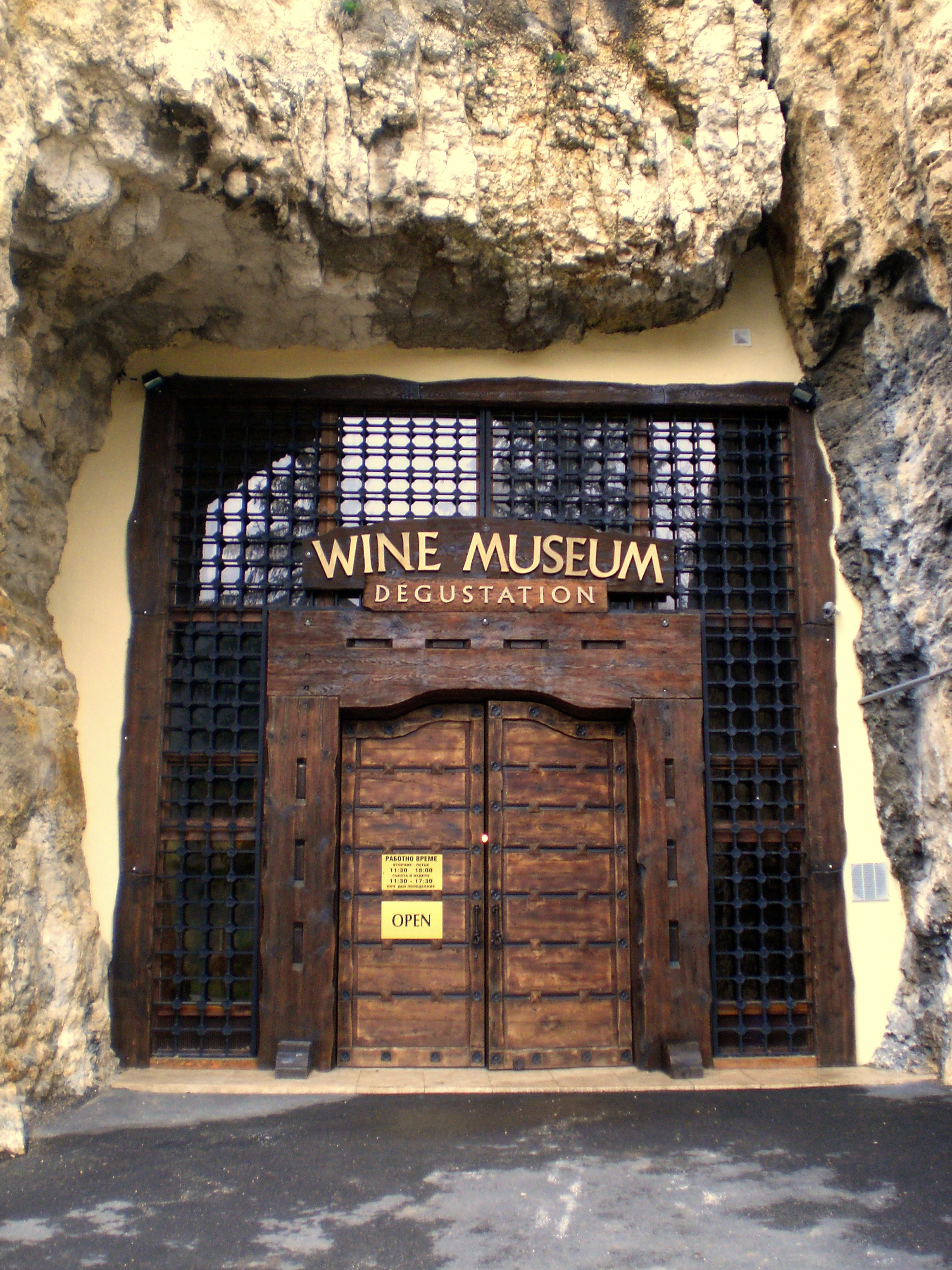
Il museo del vino a Pleven

La Bulgaria è suddivisa in diverse regioni vitivinicole, ciascuna con caratteristiche geografiche e climatiche uniche che influiscono sul tipo di vino prodotto. Le principali sono:
- Piana del Danubio, situata nel nord, è caratterizzata da un clima temperato continentale ideale per vitigni come il Muscat Ottonel, Cabernet Sauvignon e Merlot. La zona è rinomata per i suoi vini rossi robusti e i bianchi freschi e aromatici[1].
- Costa del Mar Nero, regione che si estende lungo la costa orientale caratterizzata da un clima più mite che favorisce la produzione di vini bianchi secchi, soprattutto nelle aree di Varna e Burgas[1].
- Valle delle rose, situata a sud dei Monti Balcani, è celebre per la produzione di vini bianchi aromatici come il Muscatel e il Riesling[1].
- Bassa Tracia, nella parte meridionale del paese, è nota per la produzione di vini rossi in particolare il Mavro, un vitigno autoctono che conferisce vini ricchi e tannici [3].
- Valle del fiume Struma (Struma River Valley): Regione del sud-ovest, famosa per i suoi vigneti situati in un clima mediterraneo che favorisce vitigni come lo Shiroka Melnishka[2].

## Vitigni
La Bulgaria è conosciuta per la varietà e la qualità dei suoi vitigni, molti dei quali sono autoctoni. I vitigni più rappresentativi includono:
- Mavro, vitigno rosso autoctono che produce vini corposi e complessi, ricchi di tannini e dal sapore intenso. È uno dei vitigni più antichi e apprezzati della Bulgaria.
- Pamid, vitigno rosso che dà vita a vini leggeri e freschi adatti a essere consumati giovani.
- Dimyat, vitigno bianco che viene coltivato principalmente lungo la costa del Mar Nero utilizzato per produrre vini aromatici e freschi.
- Muscat Ottonel, vitigno bianco che offre vini eleganti e profumati molto apprezzato nelle regioni più settentrionali.

## Vini
La Bulgaria produce una vasta gamma di vini che spaziano dai rossi corposi ai bianchi freschi, passando per i rosati. I vini rossi sono spesso più robusti e tannici, con varietà come il Mavro e il Cabernet Sauvignon che dominano la scena. I vini bianchi, d'altra parte, sono noti per la loro freschezza e aromi fruttati, con il Muscat Ottonel e il Riesling tra le varietà più comuni. La Bulgaria è anche rinomata per la produzione di vini dolci, in particolare quelli prodotti dalla varietà Dimyat.
La qualità dei vini bulgari è in costante crescita con molti produttori che stanno sperimentando tecniche moderne di vinificazione per migliorare la qualità del prodotto, pur mantenendo le tradizioni storiche.

## Normative
Il settore vitivinicolo bulgaro è regolato da una serie di normative che mirano a garantire la qualità del vino e a tutelare le denominazioni di origine. La Bulgaria è membro dell'Unione Europea dal 2007 e ha adottato le normative europee riguardanti la produzione di vino, che includono le indicazioni geografiche protette (IGP) e le denominazioni di origine controllata (DOC). Le zone vitivinicole sono rigorosamente monitorate per garantire che i vini rispondano agli standard di qualità previsti dalla legislazione europea. La produzione di vino è inoltre influenzata da normative che disciplinano le pratiche agricole, la certificazione biologica e l'etichettatura dei prodotti.